# Cyphocharax caboclo
Cyphocharax caboclo — вид харациноподібних риб родини куриматових (Curimatidae). Описаний у 2022 році.

## Назва
Видовий епітет caboclo, очевидно, походить від тупі, однієї з найвідоміших бразильських корінних мов, зі слова caaboc (або caa´-boc), що означає «той, що походить з лісу». Термін широко використовується в Бразилії для позначення людини, яка народилася та виросла в сільській місцевості, загалом означаючи простоту та доброту.

## Поширення
Ендемік Бразилії. Поширений у верхів'ях річки Коррентес, притоки річки Парагвай.